# Paronychia canariensis
Paronychia canariensis är en nejlikväxtart som beskrevs av Antoine Laurent de Jussieu. Paronychia canariensis ingår i släktet prasselörter, och familjen nejlikväxter. Utöver nominatformen finns också underarten P. c. orthoclada.